# Realize (玉置成實單曲)
《Realize》是2003年7月24日所发售的玉置成實的第2支单曲。发售商为Sony Music Records，本單曲另有發售重製版本。

## 原版单曲
- 继前作《Believe》之后再一次被用作《機動戰士GUNDAM SEED》的片头曲。
- 前作之后仅过了約3个月的时间就迅速发表本作。

### 收录曲目
1. Realize（作詞：BOUNCEBACK/作曲：大谷靖夫/編曲:大谷靖夫・荒井洋明）　
TBS・MBS系《機動戰士GUNDAM SEED》7月-9月期（PHASE 41-FINAL PHASE）片头曲
2. Hot Summer day（作詞：mavie/作曲・編曲：Fredrik Hult,Ola Larsson,Aleena）
3. 明日の君 （作詞：西尾佐荣子/作曲：Tsukasa/編曲：斋藤真也）
4. Realize（instrumental）
伴奏带

## SEED EDITION
《Realize Reproduction 〜GUNDAM SEED EDITION〜》是玉置成實第2張重製單曲、总计第4张单曲，2003年9月26日发售。
此一重製單曲包含了三種版本的「Realize」重製混音版樂曲，以及新樂曲「Long Way Behind」
廣告標語是“Reproduction再び…”。
- 分完全初回限定包装和通常盤两种包装发售。

【完全初回限定包装特典】
1. 暗闇で光る！特製フラッシュジャケット（ガンダムの線画の部分が暗闇で光る）
2. 〈フリーダム&ジャスティス〉スーパーピクチャーCDレーベル
3. 内付玉置成實×GUNDAM SEED原装日历（2004年1〜6月）

### 收录曲目
1. Realize -KZ Strictly Uptempo Mix-　(4:52)
作詞：BOUNCEBACK / 作曲：y@suo ohtani / 編曲：前田和彦]
2. Realize -fly in to the Universe Mix-　(4:53)
作詞：BOUNCEBACK / 作曲：y@suo ohtani / 編曲：PNTGN]
3. Long Way Behind　(3:53)
作詞：渡邊夏美 / 作曲：原一博 / 編曲：PNTGN]
4. Realize -GUNDAM SEED OPENING Ver.-　(1:42)
作詞：BOUNCEBACK / 作曲：y@suo ohtani / 編曲：y@suo ohtani、Hiroaki Arai]